# Федурново
Федурно́во (рос. Федурново) — присілок у складі Балашихинського міського округу Московської області, Росія.

## Населення
Населення — 1814 осіб (2010; 231 у 2002).
Національний склад (станом на 2002 рік):
- росіяни — 80 %